# Špička cibulová
Špička cibulová (Marasmius alliaceus, též Agaricus alliaceus Jacq.) je jedlá houba z čeledi špičkovitých.
Špička cibulová je sice jedlá, ale její maso nemá valnou chuť. Díky výrazné česnekové vůni dužniny je možno ji přidávat do jídel pro dodání česnekové chuti, což je vhodné pro osoby alergické na česnek.

## Popis
Klobouk má průměr 5–35 mm, kuželovitý až vyklenutý tvar, často vrásčitou pokožkou a řídce rozmístěné bělavé či našedlé lupeny. Barva klobouku je šedá, šedohnědá, hnědá či béžová, za vlhka může klobouk černat.
Třeň je 15–60 mm vysoký a 0,5–4 mm široký, válcovitého tvaru, s jemně plstnatou pokožkou. Zbarvený je šedohnědě, nahoře světlejší, dole až černý.

## Výskyt
Roste jednotlivě nebo ve skupinách od června do listopadu v podhůří a pahorkatinách. Prospívá na tlejícím listí a větvičkách a dřevě buků.